# Adonisea brevis
Adonisea brevis là một loài bướm đêm trong họ Noctuidae.